# 바베이도스의 재외공관 목록

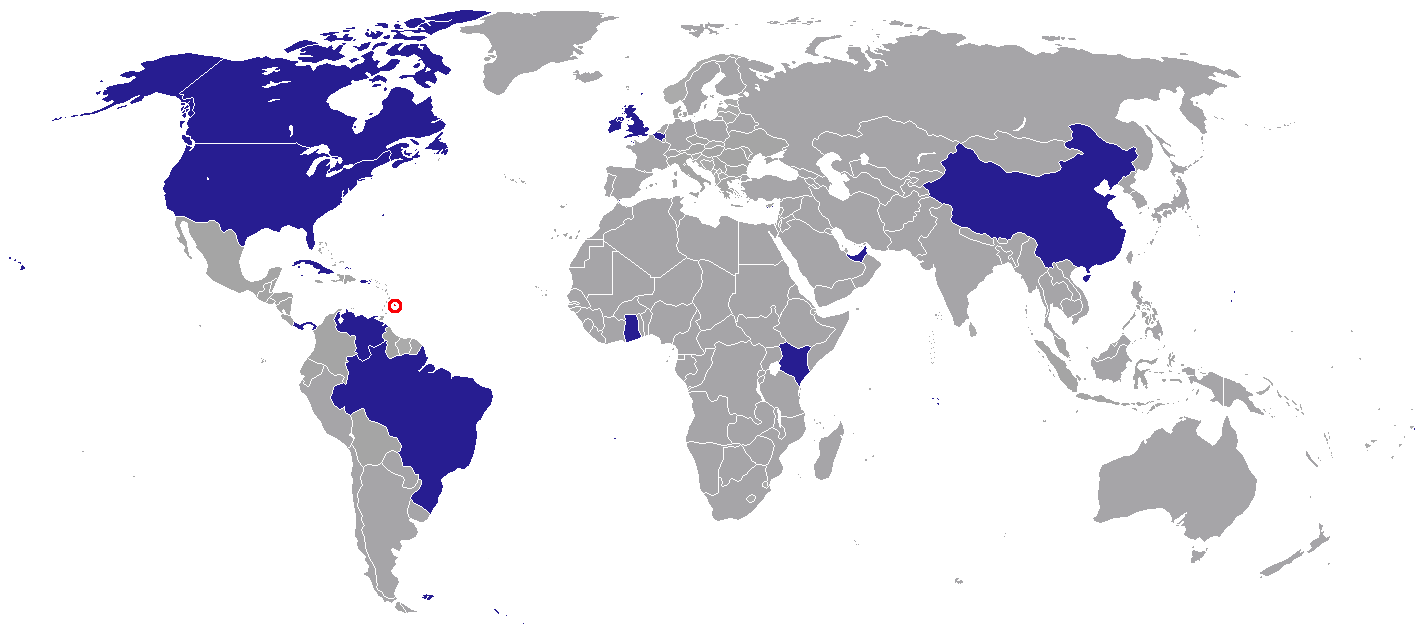
지역별 주재하고 있는 바베이도스 재외공관:
바베이도스
대사관 또는 고등판무관 사무소

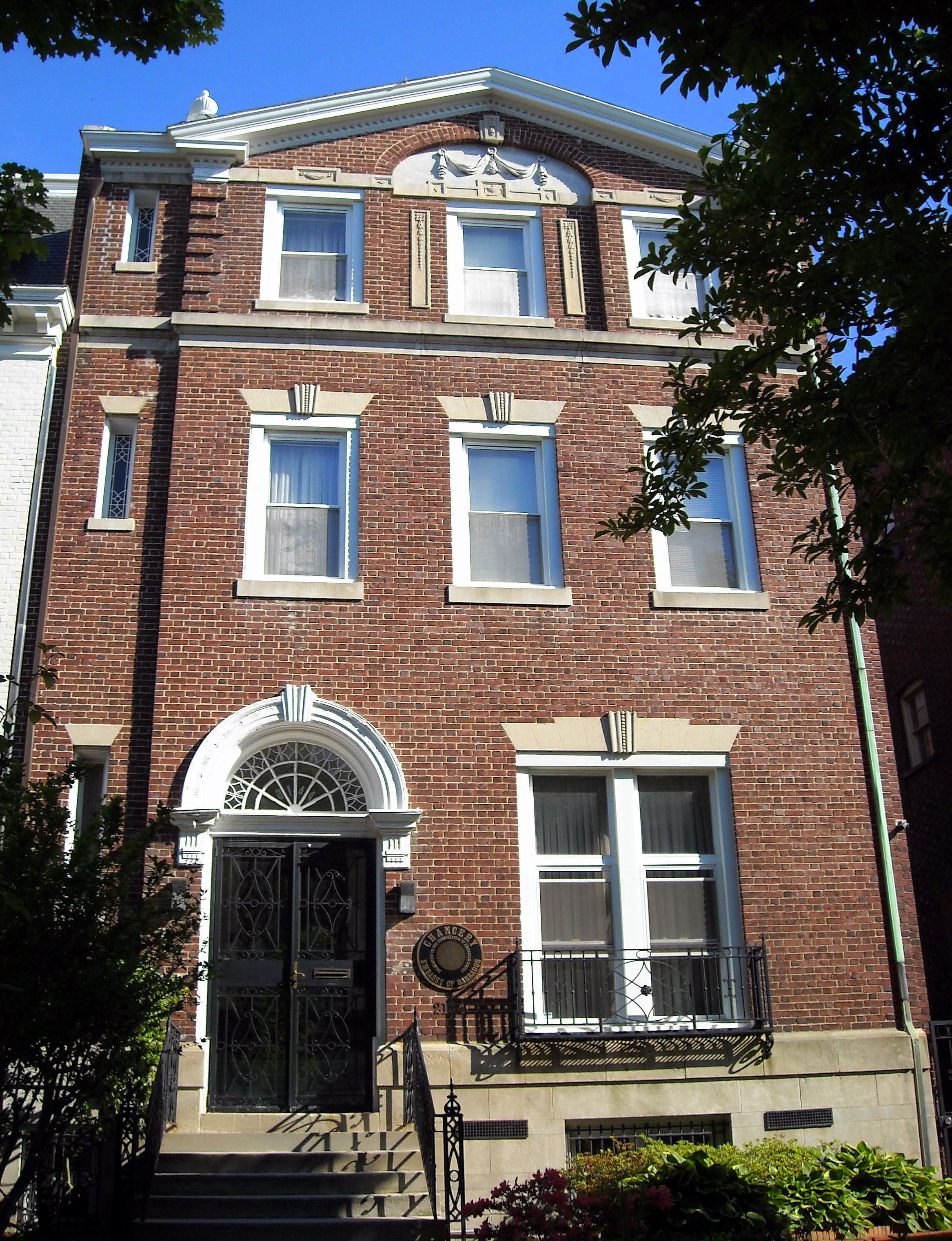
워싱턴 D.C. 주재 바베이도스 대사관

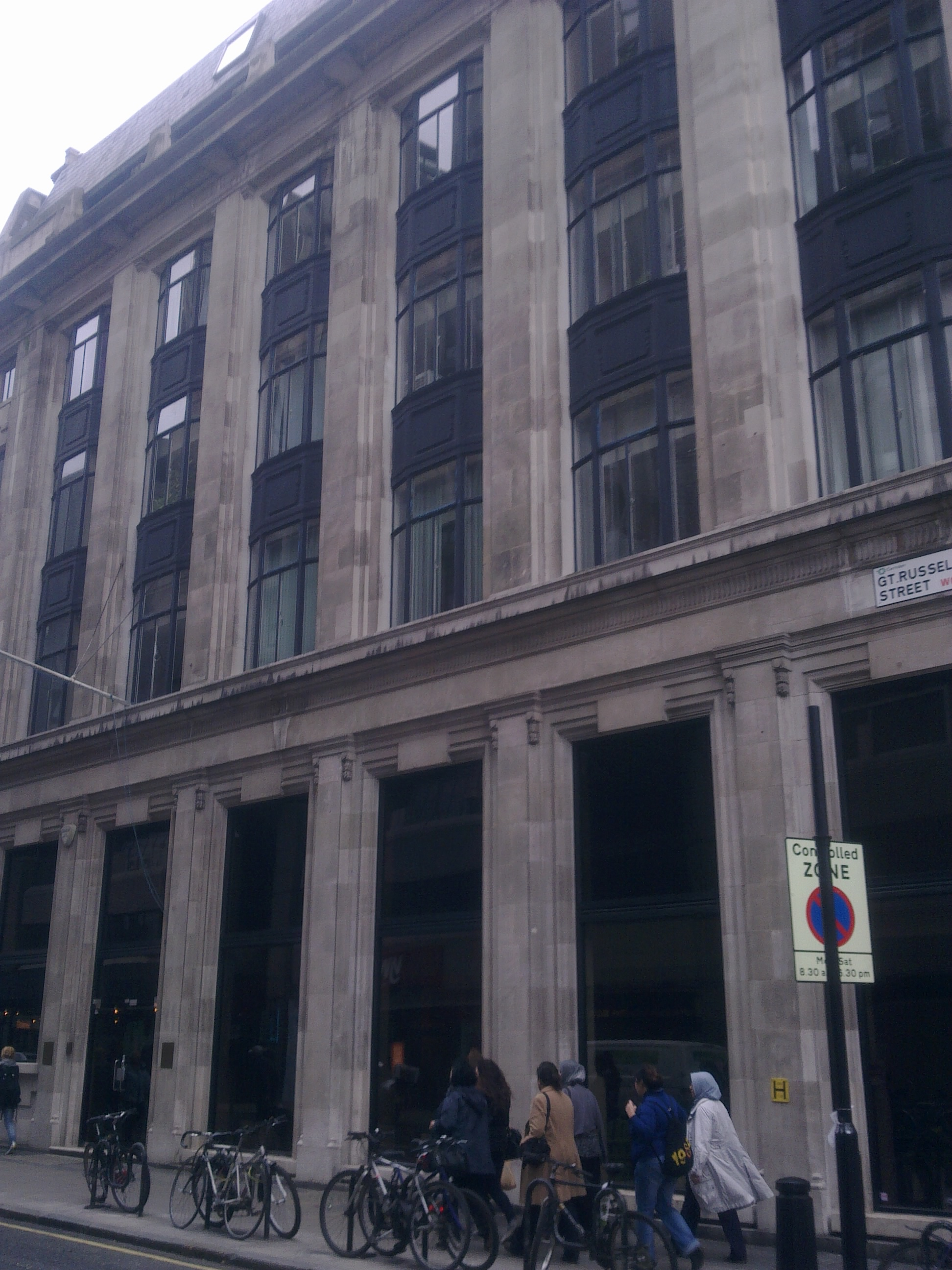
런던 주재 바베이도스 고등판무관 사무소

바베이도스의 재외공관 목록은 바베이도스 주재 대사관과 고등판무관 사무소를 각국에 상주시켜 놓는 것을 의미하며, 바베이도스의 재외공관을 나열한 목록이다.

## 아메리카
- 브라질 : 브라질리아 (대사관)
- 캐나다 : 오타와 (고등판무관 사무소), 토론토 (총영사관)
- 미국 : 워싱턴 D.C. (대사관), 뉴욕·마이애미 (총영사관)
- 쿠바 : 아바나 (대사관)
- 베네수엘라 : 카라카스 (대사관)

## 유럽·아시아
- 벨기에 : 브뤼셀 (대사관)
- 영국 : 런던 (고등판무관 사무소)
- 중화인민공화국 : 베이징시 (대사관)

## 대표부
- UN 바베이도스 정부 대표부 : 뉴욕, 제네바
- EU 바베이도스 정부 대표부 : 브뤼셀
- 미주 기구 바베이도스 정부 대표부 : 워싱턴 D.C.
- 기타 각 기관 소재 바베이도스 정부 대표부 : 제네바